# M komunikator
m:komunikator je storitev fiksno mobilne konvergence, ki omogoča uporabo videotelefonije preko osebnega računalnika tudi brez mobilnega telefona UMTS. Storitev je od konca marca 2007 na voljo pri slovenskem mobilnem operaterju Mobitel.

## Uporaba
S storitvijo m:komunikator lahko Mobitelovi naročniki-uporabniki osebnega računalnika za komunikacijo uporabljajo videotelefonijo. Video klic lahko vzpostavijo z uporabniki mobilnikov UMTS, ki podpirajo videotelefonijo (in obratno), ter z drugimi uporabniki osebnih računalnikov, ki uporabljajo m:komunikator.
Za uporabo storitve uporabnik je potreben osebni računalnik z operacijskim sistemom MS Windows, dostop do interneta, zvočniki in mikrofon ter spletna kamera. Glej tudi